# Wiesław Wernic
Wiesław Wernic (* 28. Februar 1906 in Warschau; † 1. August 1986) war ein polnischer Schriftsteller.
Wernic ist Verfasser von Wildwest-Romanen. Er studierte Wirtschaftswissenschaften und Journalistik. Erste Kurzerzählungen und Novellen veröffentlichte er 1926. 1965 gelang ihm der Durchbruch mit dem Wildwest-Roman Spuren führen durch die Prärie, der innerhalb von vier Wochen vergriffen war. Schon im Folgejahr erschien die in sich abgeschlossene Fortsetzung Der Sheriff von Fort Benton. Ab 1968 erschienen einige seiner Bücher in der DDR auch in deutscher Sprache, wo sie sich großer Beliebtheit erfreuten. Da sie in der Ich-Form geschrieben sind und teilweise ähnliche Figuren auftreten, bezeichneten ihn die deutschen Leser auch bald als den polnischen Karl May.

## Werke
- Tropy wiodą przez prerię 1965; dt. „Spuren führen durch die Prärie“ 1968
- Szeryf z Fort Benton 1966; dt. „Der Sheriff von Fort Benton“ 1970
- Słońce Arizony 1967; dt. „Die Sonne von Arizona“ 1972
- Colorado 1969; dt. „Colorado“ 1973
- Łapacz z Sacramento 1970
- Płomień w Oklahomie 1970
- Człowiek z Montany 1972
- Gwiazda trapera 1972
- Wędrowny handlarz 1973
- Przez góry Montany 1974
- Na południe od Rio Grande 1975
- Ucieczka z Wichita Falls 1976
- Barry Bede 1977
- Old Gray 1978
- Skarby McKenzie 1980
- Znikające stado 1982
- Wołanie dalekich wzgórz 1983
- Sierżant Konnej Policji 1985
- W Nowej Funlandii 1988
- Złe miasto 1990

| Personendaten    | Personendaten             |
| ---------------- | ------------------------- |
| NAME             | Wernic, Wiesław           |
| KURZBESCHREIBUNG | polnischer Schriftsteller |
| GEBURTSDATUM     | 28. Februar 1906          |
| GEBURTSORT       | Warschau                  |
| STERBEDATUM      | 1. August 1986            |